# Зантманз-Рок
Зантманз-Рок (англ. Zantman`s Rock) — невеличкий скелястий острів в архіпелазі островів Сіллі, Велика Британія, омивається Кельтським морем.